# Parc naturel régional des Alpilles
Le parc naturel régional des Alpilles est un parc naturel régional français créé en 2007, en Provence-Alpes-Côte d'Azur dans le département des Bouches-du-Rhône. Il s'étend sur le massif préalpin calcaire des Alpilles et sur ses abords immédiats (Crau, rives de la Durance).

## Milieux et paysages

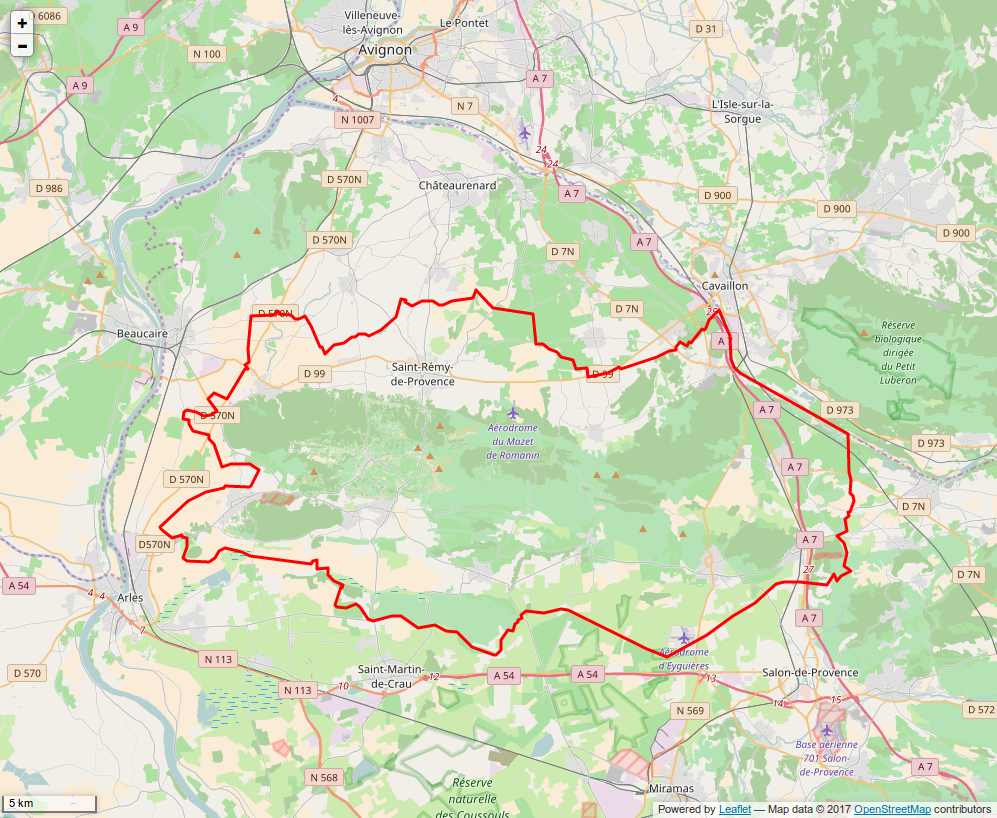
Périmètre du PNR.

Le parc est situé sur un massif calcaire préalpin isolé au milieu de la plaine côtière agricole de Provence, au riche patrimoine bâti et fluvial, et aux écosystèmes fragiles, typiques de la faune et de la flore méditerranéenne.
S'étendant sur seulement 510 km2, il s'agit du troisième plus petit PNR de France en superficie, rassemblant environ 42 000 habitants dont près d'un quart réside à Saint-Rémy-de-Provence, la principale ville du périmètre.  
Dans le cadre de Natura 2000 et avec l'aide du programme européen Life +, le parc naturel régional des Alpilles lance un projet LIFE des Alpilles administrativement porté par le Syndicat mixte de gestion du Parc naturel régional des Alpilles, sur la préservation de la naturalité des paysages, de manière à mieux préserver ou restaurer le patrimoine naturel 

Logo du PNR des Alpilles

« en agissant sur tous les facteurs permettant un développement territorial durable. Les mesures contribueront à maintenir et à rétablir la population de 13 espèces d'oiseaux dans le site Natura 2000 des Alpilles ». 

## Géographie

### Communes concernées
Le parc est composé des seize communes suivantes :

| Nom                           | Code Insee | Gentilé         | Superficie (km2) | Population (dernière pop. légale) | Densité (hab./km2) |
| ----------------------------- | ---------- | --------------- | ---------------- | --------------------------------- | ------------------ |
| Saint-Étienne-du-Grès (siège) | 13094      | Gresouillès     | 29,04            | 2 480 (2022)                      | 85                 |
| Aureille                      | 13006      | Aureillois      | 21,74            | 1 537 (2022)                      | 71                 |
| Les Baux-de-Provence          | 13011      | Baussencs       | 18,07            | 262 (2022)                        | 14                 |
| Eygalières                    | 13034      | Eygaliérois     | 33,97            | 1 740 (2022)                      | 51                 |
| Eyguières                     | 13035      | Eyguiérens      | 68,75            | 6 915 (2022)                      | 101                |
| Fontvieille                   | 13038      | Fontvieillois   | 40,18            | 3 555 (2022)                      | 88                 |
| Lamanon                       | 13049      | Lamanonais      | 19,19            | 2 069 (2022)                      | 108                |
| Mas-Blanc-des-Alpilles        | 13057      | Masblancais     | 1,57             | 537 (2022)                        | 342                |
| Maussane-les-Alpilles         | 13058      | Maussanais      | 31,6             | 2 396 (2022)                      | 76                 |
| Mouriès                       | 13065      | Mourièsens      | 38,35            | 3 471 (2022)                      | 91                 |
| Orgon                         | 13067      | Orgonnais       | 34,78            | 2 662 (2022)                      | 77                 |
| Paradou                       | 13068      | Paradounais     | 16,15            | 2 181 (2022)                      | 135                |
| Saint-Martin-de-Crau          | 13097      | Saint-Martinois | 214,87           | 13 962 (2022)                     | 65                 |
| Saint-Rémy-de-Provence        | 13100      | Saint-Rémois    | 89,09            | 9 547 (2022)                      | 107                |
| Sénas                         | 13105      | Sénassais       | 30,61            | 6 829 (2022)                      | 223                |
| Tarascon                      | 13108      | Tarasconnais    | 73,97            | 15 525 (2022)                     | 210                |

Les communes de Saint-Martin-de-Crau et Tarascon ne sont pas entièrement comprise dans le parc.